# Salpis eudora
Salpis eudora är en fjärilsart som beskrevs av Louis Beethoven Prout 1910. Salpis eudora ingår i släktet Salpis och familjen mätare. Inga underarter finns listade.